# František Strnad
František Strnad (7. února 1944 Přerov – 18. ledna 2012) byl český politik, počátkem 21. století poslanec Poslanecké sněmovny za ČSSD.

## Biografie
Absolvoval stavební fakultu Vysokého učení technického v Brně. Od počátku 80. let 20. století žil v Břeclavi. Byl ženatý, měl syna. Po patnáct let učil na střední průmyslové škole v Břeclavi, do roku 1989 pak byl tajemníkem městského národního výboru a členem KSČ.
Po roce 1989 se v Břeclavi podílel na obnově sociální demokracie. V komunálních volbách roku 1994 neúspěšně kandidoval do zastupitelstva města Břeclav za ČSSD. Zvolen sem byl coby lídr kandidátní listiny ČSSD v komunálních volbách roku 1998, kdy před volbami z kandidátní listiny na protest proti Strnadově komunistické minulosti odstoupili z kandidátní listiny někteří spolukandidáti a kandidovali za jiné subjekty, jeden z nich (Miroslav Ondruš) se stal po volbách starostou za subjekt Břeclav 2000. Opětovně neúspěšně do břeclavského zastupitelstva kandidoval v komunálních volbách roku 2002, komunálních volbách roku 2006 a komunálních volbách roku 2010. Profesně se k roku 1998 uvádí jako stavební inženýr, v roce 2002 coby poslanec, roku 2006 jako důchodce a v roce 2010 coby autorizovaný stavební inženýr. V období let 1998–2002 byl místostarostou města.
Ve volbách v roce 2002 byl zvolen do poslanecké sněmovny za ČSSD (volební obvod Jihomoravský kraj). Byl členem sněmovního výboru pro sociální politiku a zdravotnictví a výboru pro vědu, vzdělání, kulturu, mládež a tělovýchovu. Ve sněmovně setrval do voleb v roce 2006.